# Urgleptes ruficollis
Urgleptes ruficollis là một loài bọ cánh cứng trong họ Cerambycidae.